# 第四代烏拉赫公爵卡爾·安瑟爾姆
卡爾·安瑟爾姆（德語：Karl Anselm von Urach，1955年2月5日—），第四代烏拉赫公爵，符騰堡王朝的旁系後裔。
卡爾·安瑟爾姆的父親是第二代公爵威廉·卡爾之子埃伯哈德（Eberhard），母親是圖恩和塔克西斯的伊妮加。1981年卡爾·格洛去世，卡爾·安瑟爾姆繼承其爵位。

## 家庭
1991年，卡爾·安瑟爾姆和薩絲琪雅·伍斯托夫（Saskia Wüsthof）結婚。由於是貴庶通婚，卡爾·安瑟爾姆將頭銜傳給弟弟威廉·阿爾貝特。卡爾·安瑟爾姆和妻子有兩個兒子：
1. 威廉·卡爾（1991年出生）
2. 馬克西米利安（1993年出生）